# Bernardo Toro
Bernardo Toro é um filósofo e educador colombiano, um dos mais importantes pensadores da educação e democracia na América Latina.
Estudou Filosofia e, depois, Física e Matemática, em cursos de licenciatura. Fez pós-graduação em Investigação e Tecnologia Educativa.
É decano acadêmico da Faculdade de Educação da Pontifícia Universidade Javeriana, em Bogotá, e autor dos livros A construção do público: cidadania, democracia e participação, Educação, Conhecimento e Mobilização e Fala Mestre: Precisamos de Cidadãos do Mundo.
É presidente da Fundação Social, entidade civil que se propõe a combater a pobreza no país. Foi consultor de reformas educativas em Minas Gerais e no Chile.
Elaborou uma lista onde identifica as sete competências que considera necessárias desenvolver nas crianças e jovens para que eles tenham uma participação mais produtiva no século XXI. São os Códigos da Modernidade:
1. Domínio da leitura e da escrita;
2. Capacidade de fazer cálculos e resolver problemas;
3. Capacidade de analisar, sintetizar e interpretar dados, fatos e situações;
4. Capacidade de compreender e atuar em seu entorno social;
5. Receber criticamente os meios de comunicação;
6. Capacidade de localizar, acessar e usar melhor a informação acumulada;
7. Capacidade de planejar, trabalhar e decidir em grupo.